# Amintes (escriptor)
Amintes o Amintas (grec antic: Ἀμύντας, llatí: Amyntas) fou un escriptor grec del segle iv aC que va escriure una obra titulada Σταθμοί, que és un relat de les diferents parades d'Alexandre el Gran durant la seva expedició a les terres de l'Índia, a la que possiblement el va acompanyar. L'obra no s'ha conservat, però per les referències que se'n fan, sembla que contenia molta informació històrica.